# Conspiração Tarquiniana
A Conspiração Tarquiniana foi uma conspiração elaborada por senadores e líderes da Roma Antiga em 509 a.C. para reintegrar a monarquia e para colocar Tarquínio, o Soberbo de volta ao trono. Os conspiradores foram descobertos e executados.

## Eventos

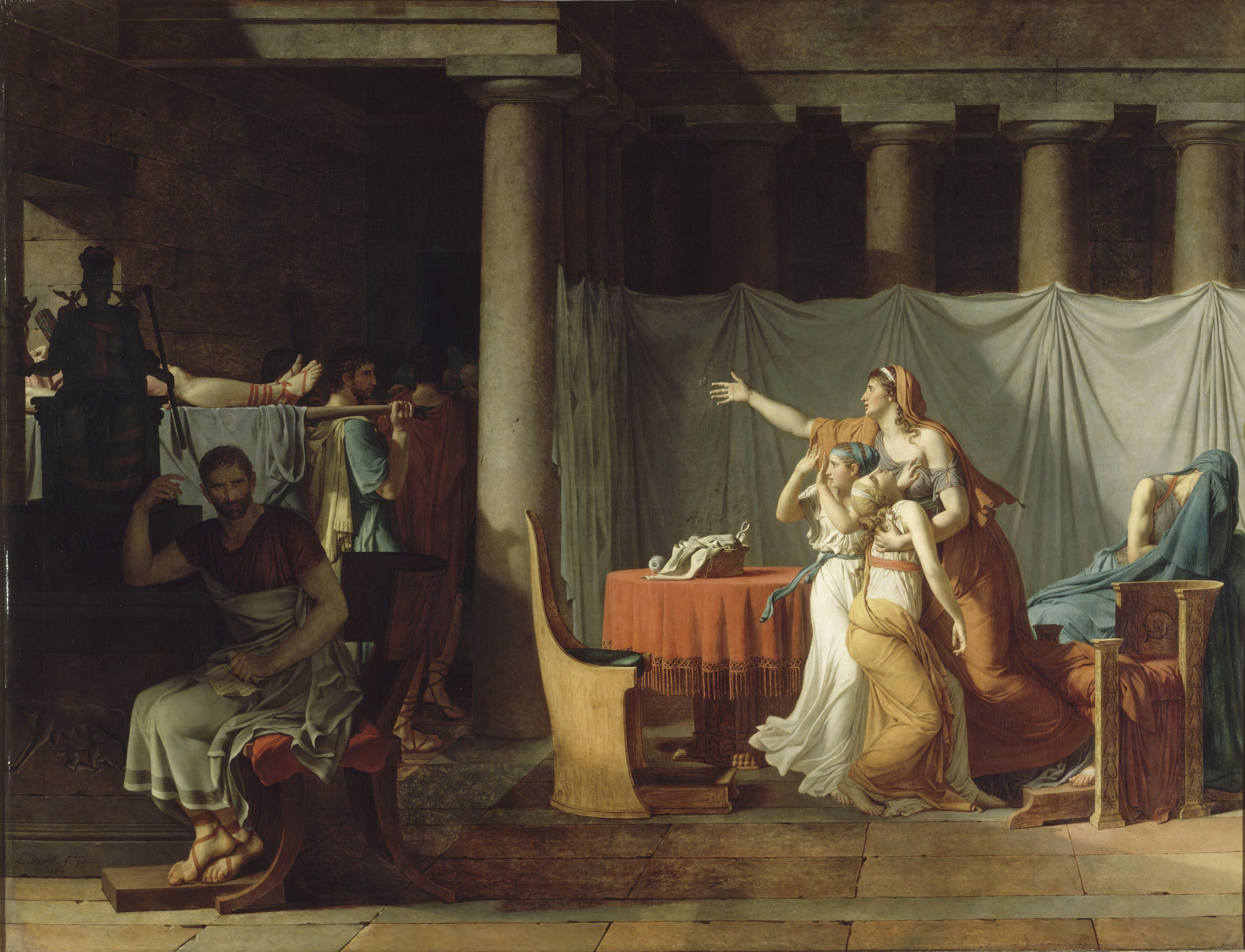
Os lictores trazem os filhos de Bruto, por Jacques-Louis David, no Museu do Louvre

Em 509 a.C. a monarquia romana, através de um golpe arquitetado por Lúcio Júnio Bruto, juntamente com o senado e os patrícios da cidade, foi tombada e a república foi estabelecida, havendo eleições para dois cônsules que governariam a cidade numa base anual. O golpe teve como motivação o ressentimento geral perante o comportamento do rei Tarquínio, o Soberbo, bem como de seu filho Sexto Tarquínio que violou Lucrécia, uma mulher romana de ascendência patrícia.
Bruto foi eleito como um dos primeiros dois cônsules de Roma em 509 a.C. Nesse ano, os embaixadores da família real chegaram a Roma com o objectivo de persuadir o senado a devolver os seus objectos pessoais que tinham sido apreendidos durante o golpe. Em segredo, enquanto o senado romano debatia sobre o pedido feito, os embaixadores procuraram  partidários da monarquia para formar uma conspiração com vista a readmitir a família real na cidade. Dois irmãos da mulher de Bruto, do gens dos Vitélios, ambos os quais senadores, lideraram a conspiração, juntamente com três irmãos da gens dos Aquílios, e outros líderes cujos nomes já não se encontram registados. Dois dos filhos de Bruto, Tito Júnio Bruto e Tibério Júnio Bruto, juntaram-se a eles.
Um escravo da gens Vitélios, que tinha testemunhado uma reunião dos conspiradores que estava a decorrer na casa do seu mestre, alertou os cônsules que imediatamente apreenderam os embaixadores e conspiradores sem grande alvoroço. Os embaixadores da família real tinham persuadido os conspiradores a confirmar a sua dedicação à causa monárquica na escrita, por isso a culpa dos conspiradores não estava em causa. Os embaixadores foram libertados por respeito à lei das nações. Porém, os traidores foram condenados à morte, incluindo os filhos de Bruto.
Os cônsules apresentaram-se no tribunal para testemunhar a execução. Os lictores foram encarregados de realizar o castigo. Os traidores foram despidos, espancados com varas e só então decapitados. o cônsul Bruto, ao que se diz, teria se entregado à emoção enquanto assistia a punição dos seus filhos. Ao escravo, que revelara a conspiração, foi-lhe concedido a sua liberdade e o estatuto como um cidadão romano, e foi-lhe também presenteado uma quantia de dinheiro.